# 長打 (高爾夫)

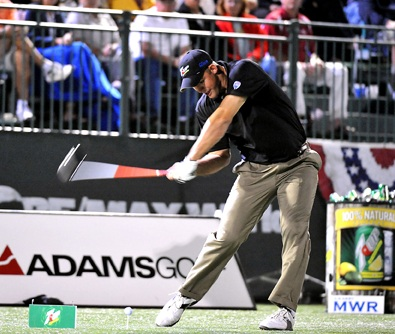

長打（英語：Long drive），是個看誰打得最遠的高爾夫球比賽。職業比賽場地後面有看台供觀眾欣賞，球員站在發球台上輛流向前方長方形的球場打球，球場上畫有碼數的間距，亦有工作人員於高爾夫球停定後量度確實的距離。職業長打球員的1號木球桿比標準的45吋更長，可以達55吋。由於準繩並不是首要考慮，球員都會竭力打球，揮桿速度比普通高爾夫快，220英里每小時（350每小時）的球速差不多是普通高爾夫球手的兩倍。健力士世界紀錄的最遠擊球距離為515碼（471），由邁克·奧斯汀於1974年創下。傑森·祖巴克是知名的長打運動員，他曾經5次贏得世界長打錦標賽冠軍（1996-1999年和2006年）。其他多度奪冠的運動員包括：肖恩·費斯特（1995、2001和2005年）、傑米·沙德洛斯基（2008和2009年）、喬·米勒（2010和2016年）、蒂姆·伯克（2013和2015年）和凱爾·伯克夏爾（2019和2021年）。女子組方面，瑞典籍選手桑德拉·卡爾堡亦曾經5次奪冠。